# Club Deportivo Cajamadrid (bàsquet)
|  | «Club Deportivo Cajamadrid» redirigeix aquí. Vegeu-ne altres significats a «Club Deportivo Cajamadrid (handbol)». |

La secció de bàsquet del Club Deportivo Cajamadrid fou un club de basquetbol espanyol de la ciutat d'Alcalá de Henares. A més del basquetbol, el club tenia secció d'handbol i un equip ciclista amateur.
Va ser fundat l'any 1979 per la Caja de Ahorros y Monte de Piedad de Madrid. Aquesta va adquirir els drets federatius del col·legi San Viator, que havia pujat a tercera divisió. La seva millor època fou a meitat dels anys vuitanta, quan jugà a la Lliga ACB, de 1983 a 1986.
L'any 1991 Caja Madrid deixà de patrocinar el club i aquest desaparegué. En el seu lloc nasqué el Club Juventud Alcalá.

## Trajectòria
Lliga espanyola

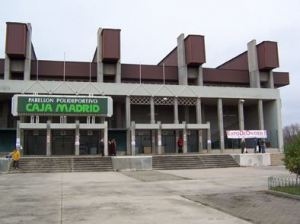
Pavelló Cajamadrid.

- 1980-81 Segona Divisió: 1 i ascens
- 1981-82 Primera B: 7
- 1982-83 Primera B: 1 i ascens
- 1983-84 Lliga ACB: 5
- 1984-85 Lliga ACB: 13
- 1985-86 Lliga ACB: 14 i descens
- 1986-87 Primera B
- 1987-88 Primera B
- 1988-89 Primera B
- 1989-90 Primera B
- 1990-91 Primera B

Competicions europees
- 1984-85 Copa Korac: Eliminat a la lligueta de Quarts de Final

## Jugadors destacats
- José Manuel Beirán
- José Luis Llorente
- Juan Antonio Orenga
- Wayne Brabender